# باميلا بيلوود
باميلا بيلوود (بالإنجليزية: Pamela Bellwood)‏ هي ممثلة أمريكية، ولدت في 16 يونيو 1951 بنيويورك في الولايات المتحدة.

## أعمال

### مسلسلات
- ديناستي
- عقول إجرامية

## وصلات خارجية
- باميلا بيلوود على موقع IMDb (الإنجليزية)
- باميلا بيلوود على موقع ألو سيني (الفرنسية)
- باميلا بيلوود على موقع أول موفي (الإنجليزية)
- باميلا بيلوود على موقع قاعدة بيانات برودواي على الإنترنت (الإنجليزية)
- باميلا بيلوود على موقع قاعدة بيانات الأفلام السويدية (السويدية)
- باميلا بيلوود على موقع إن إن دي بي (الإنجليزية)
- باميلا بيلوود على موقع قاعدة بيانات الفيلم (الإنجليزية)
- باميلا بيلوود على موقع كينوبويسك (الروسية)